# Sant Josep de Casa Meva
Sant Josep de Casa Meva és la capella del Centre d'Acolliment de la tercera edat Casa Meva (Ma Maison), del sud dels barris del Molí de Vent i Vertefeuille, de la ciutat de Perpinyà, a la comarca del Rosselló, de la Catalunya del Nord.
És al carrer de Jeanne Jugan de Perpinyà, en el número 13 d'aquest carrer. Es tracta de la capella d'una institució d'acollida de la tercera edat regida per les Germanetes dels Pobres, o de la Caritat.